# آواشناسی زبان فارسی: آواها و ساخت آوایی هجا
آواشناسی زبان فارسی: آواها و ساخت آوایی هجا کتابی از یدالله ثمره است که در سال ۱۳۶۴ منتشر شد. نویسنده در این کتاب به توصیفِ جامع تمام آواهای زبان فارسی و ساخت هجا در این زبان می‌پردازد. ویراست دوم این کتاب در آبان ۱۳۷۸ انتشار یافت. این کتاب که از درسنامه‌های دورهٔ کارشناسی ارشد و دکتری است، از پراستنادترین کتاب‌ها در حوزهٔ زبان‌شناسی به شمار می‌آید و در رشته‌های گویش‌شناسی، گفتاردرمانی، پردازش زبان گفتاری و حتی آواز مورد استفاده قرار گرفته‌است.

## نقد
غلامرضا دین‌محمدی (استادیار دانشگاه تهران) در مقاله‌ای به نقد این کتاب از نظر شیوهٔ پژوهش پرداخته‌است.
نقد کوتاهی بر این کتاب نیز در نقدنامه زبانشناسی منتشر شده‌است.